# Shweta Pandit
Shweta Pandit (nacida el 7 de julio de 1986) es una popular cantante de playback compositora y actriz de Bollywood india. También ha grabado varias canciones para películas del cine telugu y tamil.
A la edad de cuatro años, Shweta trabajó con el legendario compositor, Ilayaraja, para la premiada película titulada "Anjali", que fue versionada en lengua hindi. Ella fue una de las invitadas para participar e interpretar su personaje principal para una película en hindi.

## Carrera
Shweta consiguió su primer gran avance con la productora cinematográfica "Yash Raj Films" y con "Mohabbatein", perteneciente al director y productor de cine Aditya Chopra en el 2000, con cinco canciones a la edad de 12 años. Después hizo prueba para una selección final entre casi 500 cantantes. Shweta crea un registro irrompible luego de ser una de las cantantes más jóvenes de Bollywood.
Ha interpretado temas musicales, para las películas dirigidas por Aditya Chopra, entre las películas que destacan dirigidas y producidas por el son "Ladies vs Ricky Bahl" (2011), Neal 'n' Nikki (2005),[5] Dharmendra's Yamla Pagla Deewana (2011), David Dhawan's Partner (2007), Anees Bazmee's Welcome (2007), Ram Gopal Varma's Naach (2004) and Sarkar Raj (2009), Karan Johar's Kabhi Alvida Naa Kehna (2006), Mere Brother Ki Dulhan (2011) y entre otros. 
Shweta actualmente es conocida también como una de las cantantes más populares de la industria del cine Telugu Hyderabad, Telangana.

## Discografía

### Hindi
- Raja Natwarlal (2014)- Tere Hoke Rehengay(Reprise)
- Lekar Hum Deewana Dil (2014)- Khalifa
- Highway (2014)- Heera
- Satya 2(2013)- Tu Nahi
- Zanjeer (2013)- Katilana
- Satyagraha (2013)- Satyagraha
- David (2013)
- Main Krishna Hoon (2013)
- Cigarette Ki Tarah (2012)
- Chaar Din Ki Chandni (2012)
- Joker (2012)
- Will You Marry Me? (2012)
- Tell Me O Kkhuda (2011)
- Ladies vs Ricky Bahl (2011)
- Mere Brother Ki Dulhan (2011)
- Yeh Dooriyan (2011)
- Khap (2011)
- Bhindi Baazaar Inc. (2011)
- Angel (2011)
- Yamla Pagla Deewana (2011)
- Prateeksha (2011)
- Hisss (2010) *Soundtrack artist*
- Hello Darling (2010)
- Antardwand (2010)
- Do Dilon Ke Khel Mein (2010)
- My Friend Ganesha 3 (2010) [Animation]
- 3 Nights 4 Days (2009)
- Fast forward (2009)
- Vaada Raha (2009)
- Aamras (2009)
- Agyaat (2009)
- Zor Lagaa Ke...Haiya! (2009)
- Kaashh... Mere Hote! (2009)
- Deshdrohi (2008)
- Phoonk (2008)
- Sarkar Raj (2008)
- Welcome (2007)
- Partner (2007)
- Ram Gopal Varma Ki Aag (2007)
- Mr. Hot Mr. Kool (2007)
- Shiva (2006)
- Kattputli (2006)
- Kabhi Alvida Naa Kehna (2006)
- Teesri Aankh: The Hidden Camera (2006)
- Fight Club (2006)
- Neal 'n' Nikki (2005)
- Dil Jo Bhi Kahey... (2005)
- James (2005)
- Iqbal (2005)
- Naach (2004)
- Tauba Tauba (2004)
- Julie (2004)
- Gayab (2004)
- Aetbaar (2004)
- Stumped (2003)
- Nayee Padosan (2003)
- Rudraksh (2003)
- Aap Mujhe Achche Lagne Lage (2002)
- Soch (2002)
- Haasil (2002)
- Ye Kya Ho Raha Hai (2002)
- The Perfect Husband (2002)
- Mohabbatein (2000)
- Raju Chacha (2000)
- Dil Kya Kare (1999)
- Saaz (1998)

### Telugu
- satya 2
- Mukunda (2014) "nandalala"
- Toofan (2013)
- Seethamma Vakitlo Sirimalle Chettu (2012)
- Shiridi Sai (2012)
- Dammu (2012)
- Bodyguard (2012)
- Panjaa (2011)
- Badrinath (2011)
- Leader (2010)
- Maro Charithra (2010)
- Inkosaari (2010)
- Dongala Bandi (2008)
- Kotha Bangaru Lokam (2008)
- Bhagyalakshmi Bumper Draw (2006)
- Shock (2006)
- Sri (2005)
- Bhageeratha (2005)
- Allari Bullodu (2005)

### Tamil
- Anjaan (2014)
- David (2013)
- Aadhi Bhagavan (2013)
- Billa II (2012)
- Vettai (2012)

### Punjabi
- Heer and Hero"(2013)
- Viyah 70 Km (2013)
- Power Cut (2012)
- Pinky Moge Wali (2012)
- Lagda Ishq Hogaya (2010)
- "Heer Ranjha (2010)

### Dubbing
- High School Musical 2 (2007)
- High School Musical (2006)

## Álbumes devocionales
- 'Lagda Ishq Ho Gaya 2' with Roshan Prince
- 'Mahalakshmi' with Padma Vibhushan Pandit Jasraj
- 'Dashavatar' with Rattan Mohan Sharma
- 'Lagda Ishq Hogaya' with'Roshan Prince
- 'Ganesha' with Shankar Mahadevan
- 'Sukh Samriddhi Suraksha' with Shrradha Pandit
- 'Raaz Diyan Gallan' with Gurmit Singh
- 'The Stars' with Gurmit Singh